# Hardouin de Fontaines-Guérin
Pour les articles homonymes, voir Ardouin, Arduin et Hardouin.
Hardouin de Fontaines, sire de Fontaine-Guérin [? - 1399], Chevalier, seigneur de Courteil, Juvardeil et de l'Isle-sur-Loir.

## Biographie
Il fut principalement au service de la famille d'Anjou, et servit tout d'abord sous les ordres de son futur beau-père, Pierre de Bueil, dont il épousa la fille, alors qu'elle n'avait pas encore atteint sa onzième année, en 1389. Il prit, en 1392/93, le commandement d'une expédition ayant pour but de ramener à la raison Aliénor de Comminges, veuve du comte de Beaufort, et leur fils, Raymond Roger de Beaufort, vicomte de Turenne, révoltés contre leur suzerain, Louis II, duc d'Anjou, comte, entre autres, de Provence... Fait prisonnier lors de l'assaut du château de Meyrargues, courant 1394, et détenu dans cette impressionnante forteresse, il passa le temps en écrivant son traité de vanerie vénerie, n'ayant d'autre dame à mettre (regarder) qu'Aliénor... Il nous décrivit donc, cependant, et notamment, les quatorze cornures de l'Anjou, toujours en vigueur de nos jours...
Sa délivrance, contre une importante rançon, aurait été réunie, au principal, par Anne d'Avoir, grand-mère paternelle de Marie...
Hardouin (ou Hardouyn) Guérin, seigneur de Fontaines (Fontaine-Guérin) en Anjou, est orphelin très jeune ; il sert dans les armées de ses suzerains, les ducs d'Anjou.
En 1380 il combat les Anglais en Guyenne, dans la compagnie de Pierre de Bueil (1348-1414) dont il épousera la fille Marie en 1389
Hardouin et Marie ont un fils, Jean Guérin, Sire de Fontaines (vers 1396/1399 - 31 juillet 1423), héros de la bataille du Vieil-Baugé (22 mars 1420), qui chargea le duc de Clarence, frère du roi d'Angleterre, et l'abattit d'un coup de lance. Hardouin est l’ancêtre direct du poète Racan.
En 1392, Hardouin est envoyé en Provence pour mettre fin à la rébellion d’Aliénor de Comminges, vicomtesse de Turenne, contre le duc d’Anjou, comte de Provence. Il est capturé en 1393 lors du siège du château de Meyrargues et y est incarcéré pendant deux ans.
Libéré contre rançon, il meurt en 1399 lors d’une nouvelle expédition en Provence ; il est inhumé dans le chœur de l’église de Loriol.
Il occupe sa captivité à terminer la composition de son Livre du trésor de vénerie, achevé le 10 décembre 1394. Ce traité de chasse en 1948 vers octosyllabiques est dédié à Louis II d’Anjou.
Le traité décrit différentes scènes de chasse au cerf en Anjou, avec une description détaillée des sonneries de chasse, puis énumère les grands chasseurs de son temps : Gaston Fébus, le duc de Bourgogne Philippe le Hardi, Jean II de Melun, comte de Tancarville ou Jean de Brézé.